# Серра-да-Мантикейра
Го́ри Мантике́йра, Сьєрра-да-Мантикейра (порт. Serra da Mantiqueira) — гірський масив у південно-східній Бразилії, що різко піднімається над північно-західним берегом річки Параїба-ду-Сул.

## Загальні відомості
Гірський масив простягається з південного заходу на північний схід приблизно на 320 км, досягаючи висоти 2798 м вершиною Педра-да-Міна. Гірський ланцюг, який зливається з горами Серра-ду-Еспіньясу, на час прибуття європейців до Бразилії був повністю вкритий лісом, за винятком вершин, що підносяться вище за лінію лісів. Гори є джерелом деревного вугілля та надають пасовище для рогатої худоби, на їх нижчих схилах є кілька оздоровчих і туристичних курортів, найвідоміший з яких Кампус-ду-Жордан.
Назва «Мантикейра» (Mantiqueira) походить від слова тупі-гіарані, яке означає «гори що плачуть», через велике число джерел і струмків, знайдених там. Ця назва вказує на важливість гір як джерела питної води, якою вони забезпечують багато великих міст на південному сході Бразилії. Зі струмків, що стікають з гір, формується річка Жагуарі, яка забезпечує водою північний регіон Великого Сан-Паулу, Параїба-ду-Сул, яка перетинає густонаселенний і надзвичайно індустріалізований регіон та Ріо-Гранде, яка постачає енергію для найбільшого гідроелектричного комплексу країни.
У горах Мантикейра знаходиться багато джерел мінеральної води, особливо в районах Кашамбу і Сан-Лоренсу в штаті Мінас-Жерайс, Кампус-ду-Жордан, Посос-де-Калдас і Агвас-да-Прата в штаті Сан-Паулу.

## Найвищі вершини
- Педра-да-Міна (2798,39 м)
- Піку-дас-Агульяс-Неграс (2791,55 м)
- Морру-ду-Коуту (2680,99 м)
- Педра де-Сіне-де-Ітатяя (2670 м)
- Піку-дус-Тріс-Естадос (2665 м)
- Педра-ду-Алтар (2665 м)
- Піку-ду-Маромба (2619 м)
- Морру-ду-Массена (2609 м)
- Піку-да-Кабеца-де-Тоуро (2600 м)
- Морру-ду-Тартаруґан (2595 м)
- Педра-Фурада (2589 м)
- Піку-Сьєрра-Негра (2572 м)
- Маціку-дас-Прателейрас (2548 м)
- Піцку-Дойс-Ірмаос (2500 м)
- Педра-Кабеца-де-Леоа (2483 м)
- Педра-Ассентада (2453 м)
- Піку-дус-Марінс (2421 м)